# Font del Tros
La Font del Tros és una font de l'antic terme d'Isona, actualment pertanyent al municipi d'Isona i Conca Dellà. És en terres del poble de Siall.
Les seves aigües alimenten el Barranc de la Bassa, a la capçalera del Barranc de les Valls, afluent per la dreta del Barranc de Francolí, que és un dels principals barrancs del riu de Conques.
Està situada a 1.265 m d'altitud, al vessant sud-oest de la Corona i d'Estadella, al sud del Bosc del Cimadal.